# Dryslwyn Castle
Dryslwyn Castle är ett slott i Storbritannien.   Det ligger i kommunen Carmarthenshire och riksdelen Wales, i den södra delen av landet, 280 km väster om huvudstaden London. Dryslwyn Castle ligger 51 meter över havet.
Terrängen runt Dryslwyn Castle är varierad. Dryslwyn Castle ligger nere i en dal. Runt Dryslwyn Castle är det ganska tätbefolkat, med 72 invånare per kvadratkilometer. Närmaste större samhälle är Carmarthen, 14,0 km väster om Dryslwyn Castle. Trakten runt Dryslwyn Castle består i huvudsak av gräsmarker.